# Meteoro Robin Hood
Meteoro Robin Hood (inglés: Rocket Robin Hood) es una serie de dibujos animados canadiense. Se basa parcialmente en la leyenda de Robin Hood adaptada a un ambiente futurístico. Fue producida por Krantz Films entre 1966 y 1969.

## Argumento
La serie tiene lugar en el año 3000 en el asteroide de Sherwood. Meteoro Robin Hood junto a su banda de los Hombres felices luchan para detener los planes despóticos del príncipe Juan. Parte de la acción ocurre en el espacio exterior donde Meteoro Robin Hood y sus compañeros combaten en naves espaciales.

## Personajes
- Meteoro Robin Hood (inglés: Rocket Robin Hood): un arquero quien es líder de los Hombres felices.
- Pequeño Juan (inglés: Little John): miembro de los Hombres felices. Es muy fuerte y de tamaño gigantesco.
- Will Scarlet: primo de Meteoro Robin Hood y miembro de los Hombres felices. Es pelirrojo.
- Fraile Tuck (inglés: Friar Tuck): es un fraile gordo miembro de los Hombres felices. Es el diseñador del armamento de la banda.
- Lady Marian: novia de Meteoro Robin Hood.
- Giles: miembro de los Hombres felices. Es el cocinero de la banda.
- Alan-a-Dale: miembro de los Hombres felices.
- Príncipe Juan (inglés: Prince John).
- Alguacil de Nottingham (inglés: Sheriff of N.O.T.T): lacayo del príncipe Juan.

## Voces
Fuentes.
| Personaje              | Actor de voz original                          | Actor de doblaje · México       |
| ---------------------- | ---------------------------------------------- | ------------------------------- |
| Meteoro Robin Hood     | Len Birman (1966-1967) Len Carlson (1968-1969) | Edgar Wald Juan Felipe Preciado |
| Pequeño Juan           | Ed McNamara                                    | José Lavat                      |
| Will Scarlet           | Chris Wiggins                                  | n.d.                            |
| Fraile Tuck            | Paul Kligman                                   | Guillermo Bianchi               |
| Príncipe Juan          | John Scott                                     | n.d.                            |
| Alguacil de Nottingham | Gillie Fenwick                                 | n.d.                            |
| Narrador               | Bernard Cowan                                  | Jorge Arvizu                    |